# Efecto Pasteur
El efecto Pasteur es un efecto de inhibición de la fermentación alcohólica debido a la participación de oxígeno (O2). La fermentación es un proceso completamente anaeróbico (sin la participación del aire) y la inclusión del oxígeno la detiene o minimiza . El efecto fue descubierto en el año 1857 por el biólogo francés Louis Pasteur, que observó por primera vez que las levaduras aumentaban su tasa de crecimiento mientras disminuían o cesaban su producción de alcohol.
El efecto Pasteur se produce en microorganismos capaces de realizar metabolismo fermentador y respiración aerobia, conocidos como anaerobios facultativos. En presencia de oxígeno utilizan la respiración aeróbica, pero también pueden emplear la fermentación si no hay oxígeno libre en su medio ambiente. 
Pasteur fue el primero en observar que el azúcar es convertido en alcohol y CO2 por levaduras en ausencia de aire, y que en presencia de aire se forma muy poco o nada de alcohol, siendo el CO2 el principal producto final de esta reacción aeróbica. Este efecto indica el mayor rendimiento energético de la respiración sobre la fermentación.